# Кора (музичка група)
Кора је београдски ауторски рок бенд, настао крајем 2010. године. 

## Састав бенда
Поставу бенда чине:
- Бојан Мандић (бас)
- Саша Јовановић (бубњеви)
- Горан Чамџија (вокал)
- Зоран Чамџија (гитара)

Поред њих, првобитну поставу чинили су Милош Шикман за бубњевима, Зоран Милетић на гитари и Владимир Милићевић на бас гитари – данас члан београдског састава Stray Dogg.

## Музика
Звук састава Кора дефинише мешавина различитих музичких праваца, од хард и дарк рока, преко алтернативе с обрисима панка, до израза који чине елементи попа и фанка. Бенд се у последњих пет година наметнуо као култна концертна атракција како у самом Београду тако и широм земље и региона, својим солистичким наступима и учешћем на фестивалима. 

## Важни наступи
Први наступ бенда Кора био је на „Battlefest“ демо такмичењу у београдском клубу „Blue Moon”. На том такмичењу освајају прво место, а потом организују хуманитарни концерт у Културном центру „Вук Караџић“ где бенд дели бину са мејнстрим саставима, SevdahBABY, Земља грува, као и са београдским рокерима, Дејаном Цукићем и Прљавим инспектором Блажом.
Следе многобројно наступи у разним клубовима и на фестивалима попут „Авала рок феста“, Рокенрол маратона, Театра 78 – „Нешто се дешава“, „Лаке феста“ у Црној Гори, „Бојчинске шуме“ и многих других.
На „БДФЛ“ фестивалу 2014. бенд осваја треће место. На истом фестивалу, певач и фронтмен бенда, Горан Чамџија, изабран је за најбољи вокал целокупног такмичења које је трајало неколико месеци и окупило стотинак бендова.
Године 2014. бенд наступа као финалиста на чувеној Зајечарској гитаријади, а на престижном Бунт Рок Фестивалу ауторке Бранке Главоњић освајају друго место 2015. Исте године учествују на свим водећим регионалним фестивалима: крагујевачком Арсенал фесту, бањалучком Јелен демофесту, зајечарској Гитаријади, овога пута као ревијални бенд.

## Албуми
Група до сада има 2 снимљена студијска албума - Место пада и Коме да признам.
Први званични спот за песму „Јапи“ бенд избацује почетком јуна 2014. Спот добија позитивне критике од стране медијских кућа и фанова. Бенд је 2015. завршио први албум под називом Место пад. Почетком 2016. с албумом, бенд избацује и свој други спот, за песму „Реч пара груди“.
Маја месеца 2017. године бенд Кора улази у нову врсту сарадње чији је резултат сингл групе под називом „Сад се кајем“ који је сниман у студију „О“ почетком 2018. године, под диригентском палицом продуцента Оливера Јовановића. Уједно је уз сингл изалази и спот за поменуту песму. 
Бенд се потом одлучује да компелтан албум уради у продуцентској режији Оливера Јовановића. Новембра 2019. у сарадњи са издавачком кућом "Менарт", излази и други по реду албум под називом “Коме да признам”.